# نارایانگانج صدار
نارایانگانج صدار (به لاتین: Narayanganj Sadar) یک منطقهٔ مسکونی در بنگلادش است که در ناحیه ناراین‌گنج واقع شده‌است. نارایانگانج صدار ۱۰۰٫۷۵ کیلومتر مربع مساحت و ۶۰۴٬۵۶۱ نفر جمعیت دارد.